# Liên Xô rút khỏi Afghanistan

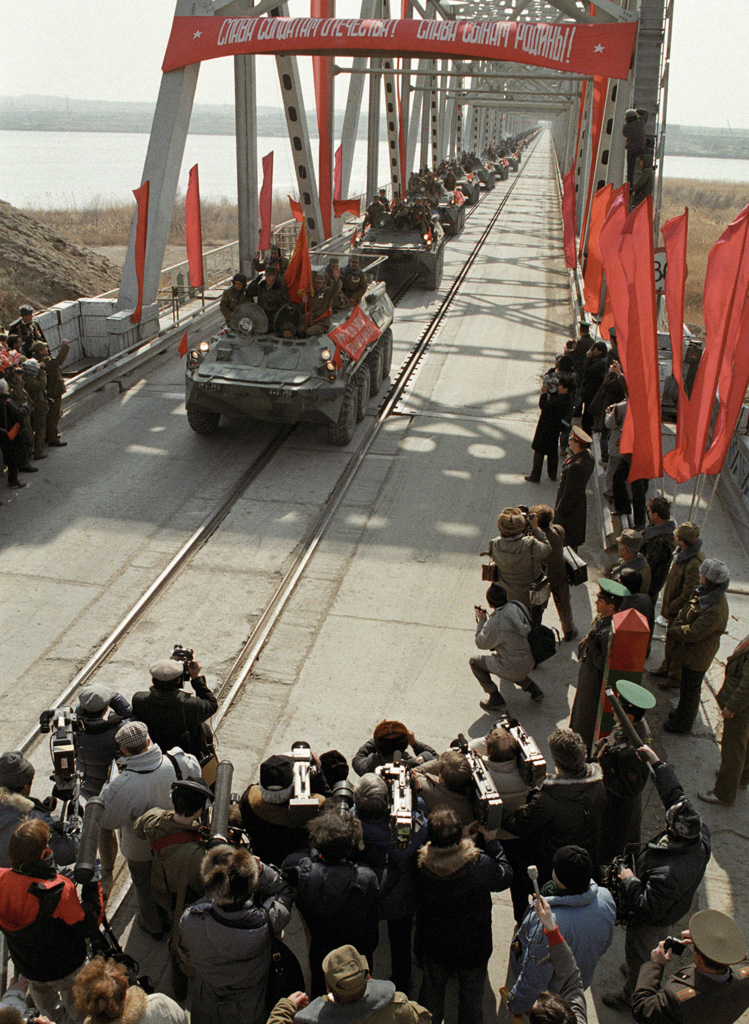
Quân đội Xô viết rút khỏi Afghanistan sau cuộc chiến không thành công tại quốc gia này vào năm 1989.

Việc rút lui hoàn toàn cuối cùng của các lực lượng chiến đấu Liên Xô từ Afghanistan bắt đầu vào ngày 15 tháng 5 năm 1988 và kết thúc vào ngày 15 tháng 2 năm 1989 dưới sự lãnh đạo của Đại tá Boris Gromov.
Việc lập kế hoạch cho sự rút lui của Liên Xô khỏi cuộc chiến tranh Afghanistan đã bắt đầu ngay sau khi Mikhail Gorbachev trở thành Tổng thư ký của Ban chấp hành Trung ương của Đảng Cộng sản Liên Xô. Dưới sự lãnh đạo của Gorbachev, Liên Xô đã cố gắng củng cố quyền nắm giữ Cộng hòa Dân chủ Afghanistan, đầu tiên trong một nỗ lực thực sự để ổn định đất nước, và sau đó là một biện pháp để giữ thể diện trong khi rút quân. Trong thời gian này, các tổ chức quân sự và tình báo của Liên Xô đã làm việc với chính phủ của Mohammad Najibullah để cải thiện quan hệ giữa chính phủ ở Kabul và các nhà lãnh đạo của các phe nổi dậy.
Đồng thời quan hệ ngoại giao giữa Liên Xô và Hoa Kỳ được cải thiện khi Liên Xô khi rõ ràng rằng chính sách hợp nhất quyền lực này xung quanh chính phủ Najibullah ở Kabul sẽ không tạo ra đủ kết quả để duy trì quyền lực của PDPA trong thời gian dài. Hiệp định Geneva, có chữ ký của đại diện của Liên Xô, Mỹ, Cộng hòa Hồi giáo Pakistan và Cộng hòa Afghanistan (được đổi tên năm 1987) vào ngày 14 tháng 4 năm 1988, quy định một khuôn khổ cho sự ra đi của các lực lượng Liên Xô, và thiết lập một sự hiểu biết đa phương giữa các bên ký kết về tương lai của sự tham gia quốc tế tại Afghanistan. Việc rút quân sự bắt đầu ngay sau đó, với tất cả các lực lượng Liên Xô rời Afghanistan vào ngày 15 tháng 2 năm 1989.